# Adžmán
Adžmán (arabsky عجمان‎; anglicky Ajman) je páté nejlidnatější město ve Spojených arabských emirátech. Je to hlavní město emirátu Adžmán a nachází se na pobřeží Perského zálivu. V roce 2010 mělo 250 000 obyvatel. Město tvoří souměstí (konurbaci) s městy Šardžá a Dubaj, která se nacházejí na jihozápadě. Toto souměstí se táhne podél pobřeží Perského zálivu.

## Obyvatelstvo
Vývoj počtu obyvatel zachycuje tabulka:
| rok  | způsob  | počet obyvatel |
| ---- | ------- | -------------- |
| 1975 | sčítání | 14 351         |
| 1980 | sčítání | 33 651         |
| 1985 | sčítání | 49 108         |
| 1995 | sčítání | 114 395        |
| 2005 | sčítání | 197 470        |
| 2010 | odhad   | 250 000        |